# 溫度梯度凝膠電泳
溫度梯度膠體電泳(temperature gradient gel electrophoresis, TGGE)是電泳技術的一種，通過物質在不同溫度下性質的區別進行分離。
TGGE是一種有效的分離DNA、RNA或者蛋白的手段。它利用了不同分子在溫度改變下構象的差別進行分離。另外一種類似的技術是變性梯度膠體電泳(denaturing gradient gel electrophoresis, DGGE)，則是利用不同分子在不同濃度的變性劑的作用下失活實現的。

## DGGE的原理
具有相似長度的DNA用普通的凝膠電泳無法進行分離，但利用DGGE可以分離長度只有200~700bp的DNA片段，若長度超過700bp會造成檢定效率的下降，但也有報導持相反意見，認為片段長度的影響不大。DGGE凝膠中的變性劑濃度在上樣處最低，向後逐漸增高。電泳過程中，起初雙鏈DNA以直線形狀向正極移動。隨著變性劑（如甲酰胺或尿素）濃度的增加，DNA中具有低G+C含量的序列的部分被打開，而高G+C含量的部分仍保持雙鏈。這樣，DNA分子形成端部的叉狀或中間的環形（即DNA部分熔化），便不能繼續向前移動而形成條帶，如此便能將具有相似長度而序列有差異的DNA分子分離開。

## TGGE的原理
TGGE的原理和DGGE相似，但用溫度梯度代替了變性梯度。

## 應用
梯度凝膠電泳的主要應用主要在兩個領域：
1)突變的檢定(mutation analysis) 利用DGGE和TGGE能夠發現和分離一些微小的突變，因爲突變有時候能明顯改變分子變性所需的變性劑濃度/變性溫度。
2)複雜細菌樣品的多樣性分析(diversity analysis of complex bacterial samples)
此兩種應用的主要區別在於檢定片段數目上的差異。